# Асановское (сельское поселение, Удмуртия)
Асановское — упразднённое муниципальное образование со статусом сельского поселения в составе Алнашского района Удмуртии.
Административный центр — село Нижнее Асаново.
Образовано в 2004 году в результате реформы местного самоуправления.
Законом Удмуртской Республики от 23 апреля 2021 года № 27-РЗ к 9 мая 2021 года упразднено в связи с преобразованием муниципального района в муниципальный округ.

## Географические положение
Находится на востоке района, граничит:
- на севере с Ромашкинским сельским поселением
- на востоке с Техникумовским сельским поселением
- на юге с Республикой Татарстан
- на западе с Староутчанским сельским поселением

Общая площадь поселения — 5389 гектар, из них сельхозугодья — 4677 гектар.

## Население
| 2008 | 2010 | 2012 | 2013 | 2014 | 2015  |
| ---- | ---- | ---- | ---- | ---- | ----- |
| 1094 | ↘984 | ↘949 | ↘940 | ↘905 | ↘895  |
| 2016 | 2017 | 2018 | 2019 | 2020 | 2021  |
| ↘890 | ↘869 | ↘865 | ↘862 | ↘849 | ↗1014 |

## Населённые пункты
| Название                                | Статус населённого пункта | Население 2008 год | Почтовый индекс | ОКАТО          |
| --------------------------------------- | ------------------------- | ------------------ | --------------- | -------------- |
| Нижнее Асаново (административный центр) | село                      | 799                | 427880          | 94 202 830 001 |
| Арляново                                | деревня                   | 43                 | 427885          | 94 202 830 006 |
| Кучеряново                              | деревня                   | 96                 | 427885          | 94 202 830 005 |
| Татарское Кизеково                      | деревня                   | -                  | 427885          | 94 202 830 004 |
| Удмуртское Кизеково                     | деревня                   | 156                | 427885          | 94 202 830 003 |